# Kambodża na Letnich Igrzyskach Olimpijskich Młodzieży 2010
Kambodżę na Letnich Igrzyskach Olimpijskich Młodzieży w Singapurze w 2010 reprezentować będzie 3 sportowców w 3 dyscyplinach.

## Skład kadry

### Judo
- Sothea Sam - kategoria 44 kg  brązowy medal

### Lekkoatletyka
- Samphors Som

### Pływanie
- Odam Lam